# バルトロメオ・ラストレッリ

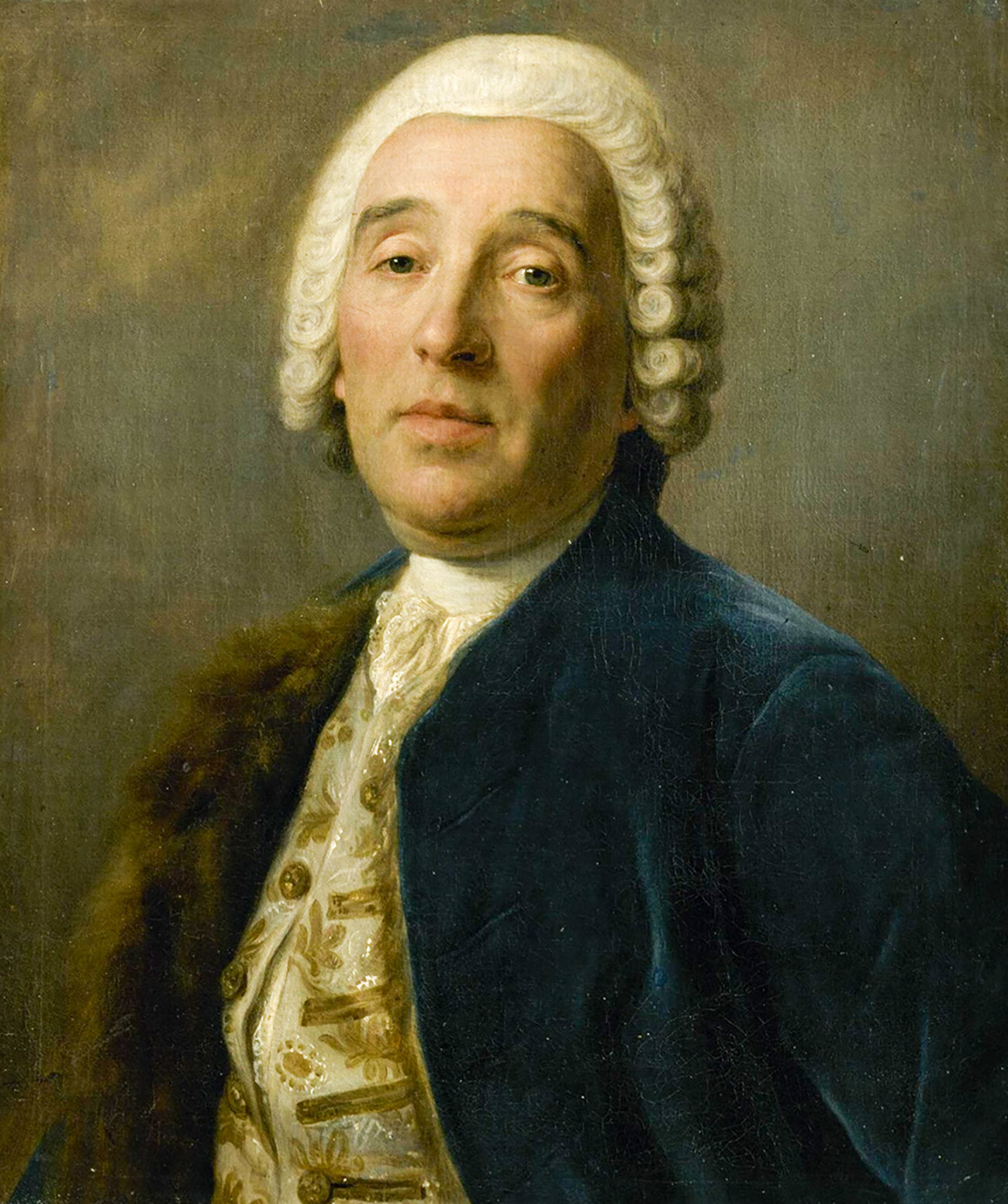
ラストレッリ

フランチェスコ・バルトロメオ・ラストレッリ(イタリア語:Francesco Bartolomeo Rastrelli；ロシア語:Франческо Бартоломео Растрелли、1700年-1771年)は、フランス生まれのイタリア人建築家。若くしてロシア帝国に移り、主としてロシアで活躍した。
バロック後期の建築様式（モスクワ・バロック）を発展させ、ロシア・バロックを完成させた。冬の宮殿（サンクトペテルブルク）、エカテリーナ宮殿（ツァールスコエ・セロー）などを建てた。

## 略史
- 1715年、彫刻家の父カルロ・バルトロメオ・ラストレッリ(Carlo Bartolomeo Rastrelli、1675年 - 1744年) とともにロシアへ行く。
- バルトロメオはイタリア建築様式を、モスクワ・バロックと融合させることをテーマに活動。
- 1721年、前モルダヴィア統治者、ディミトリエ・カンテミール公 から宮殿の建築を依頼される。
- アンナ時代（1730ー40年）、エリザヴェータ時代（1741ー62年）を通して宮廷建築家として働く。

### 代表的な建築
- 1730年 - アンネンコフ宮殿、Lefortovo、モスクワ、19世紀に解体
- 1733年 - 最初の冬宮殿, サンクトペテルブルク、後に解体
- 1736年 - Rundāle Palace for エルンスト・ヨハン・フォン・ビロン（クールラント君主、アンナ女帝の親友）
- 1738年 - Mitava Palace, Jelgava, クールラント、ビロン
- 1741年 - 夏宮殿, サンクトペテルブルク、1797年解体
- 1747年 - 大ペテルゴフ宮殿の拡張、改修
- 1749年 - 聖アンドリーイ教会、キエフ
- 1749年 - ヴォロンツォフ宮殿, サンクトペテルブルク
- 1752年 - エカテリーナ宮殿、ツァールスコエ・セロー
- 1752年 - マリア宮殿、キーウ (現在、ウクライナの迎賓館)
- 1753年 - ストロガノフ宮殿、ネフスキー大通り、サンクトペテルブルク
- 1753年 - 冬宮殿、サンクトペテルブルク

ラストレッリの最後の大きなプロジェクトは、エリザヴェータ女帝が余生を送るためのサンクトペテルブルクのスモーリヌイ修道院（Смольный монастырь、Smolny convent）であった。計画されていた鐘楼は、ロシア最高のものとなるはずだったが、1762年エリザヴェータ女帝の死により中断された。

### 晩年

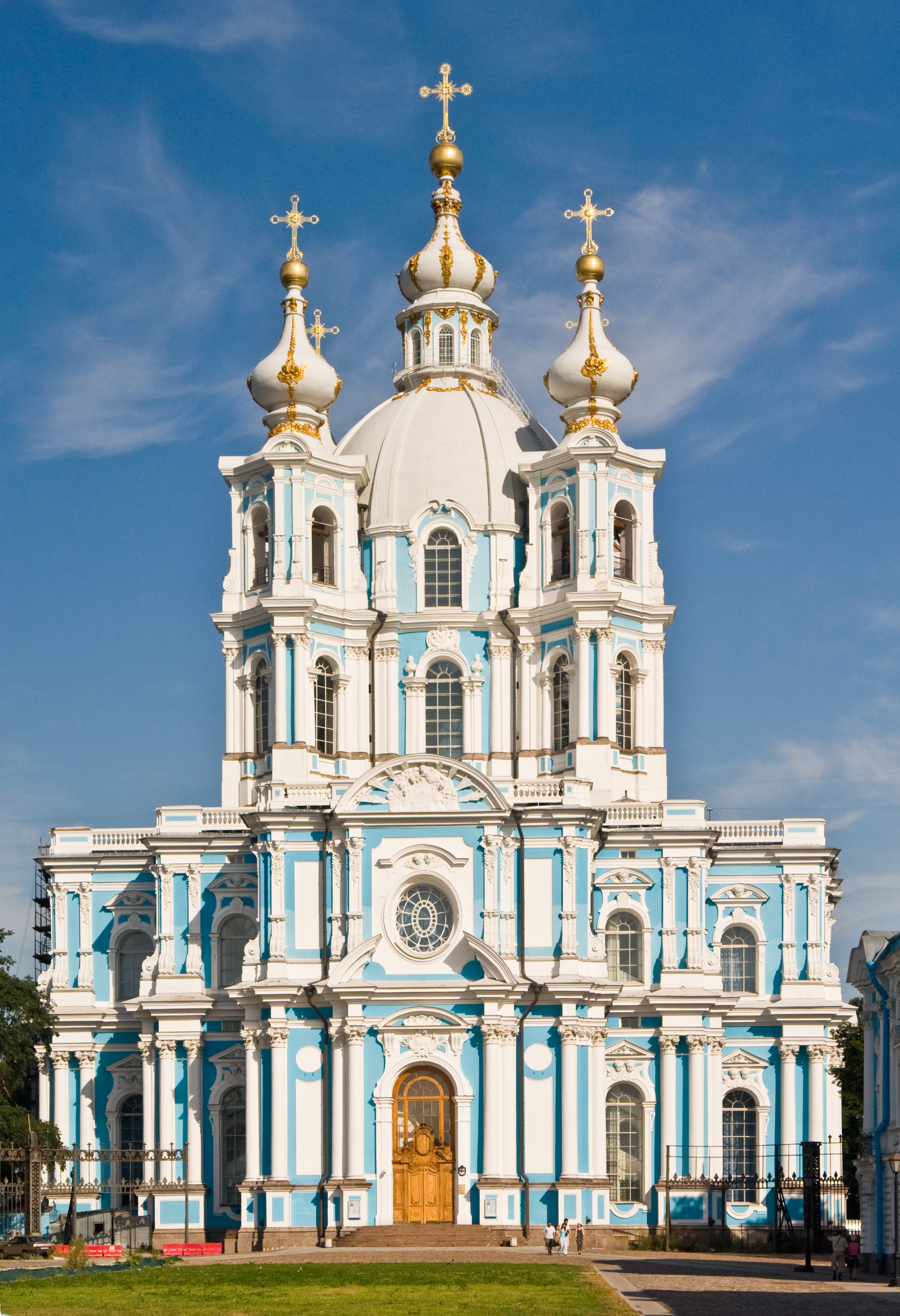
スモーリヌイ修道院

次世代の、エカチェリーナ2世は古いバロック様式を嫌い、ラストレッリを含む年配の建築家を解雇した。
彼の画商としての晩年は、はっきりと分かっていない。
ラストレッリは死の数ヶ月前に、帝国芸術アカデミー（Imperial Academy of Arts）会員に選ばれていた。
スモーリヌィ修道院前広場は、1923年よりラストレッリの名が付いている。

## ギャラリー

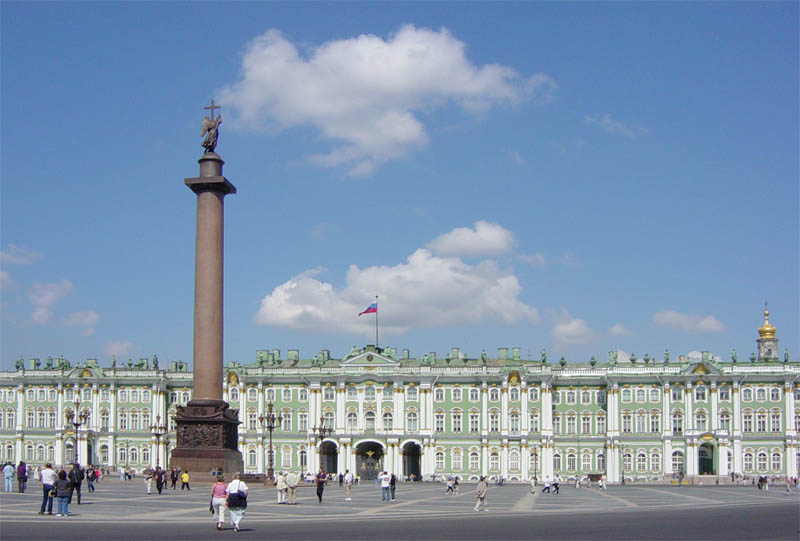
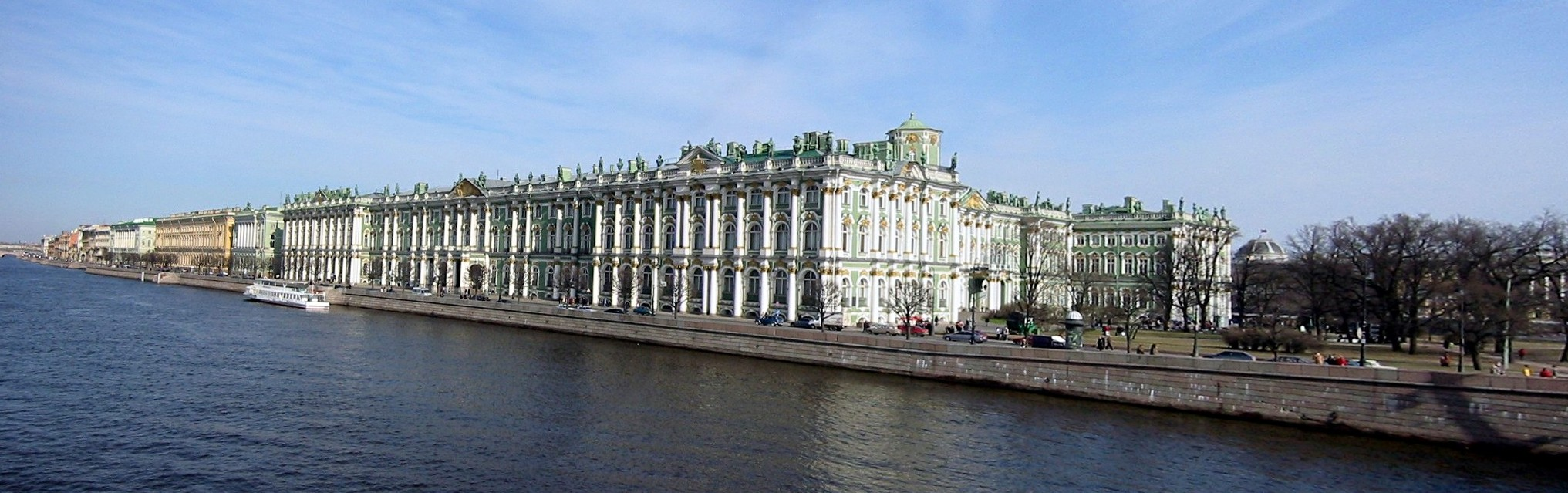

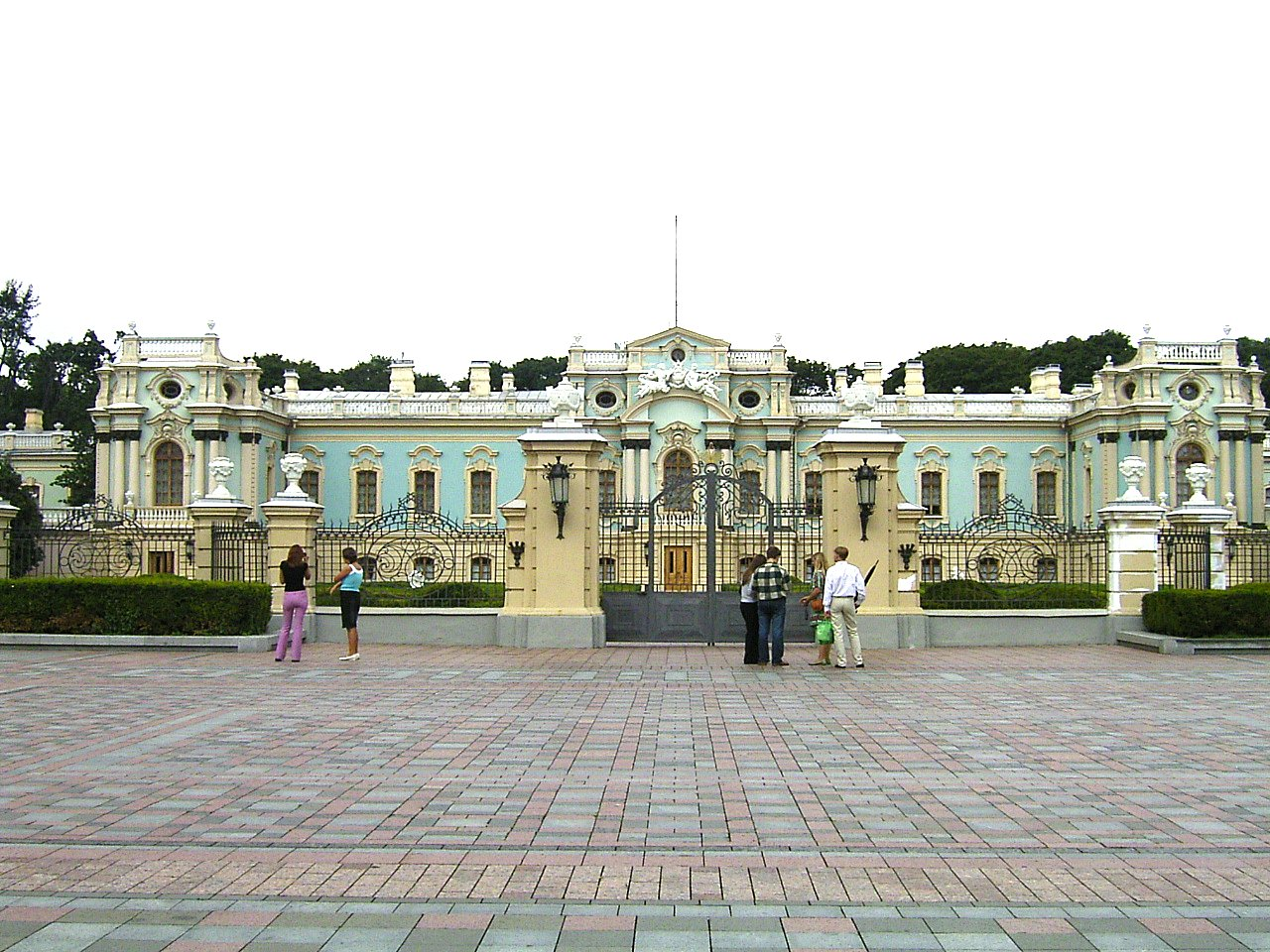

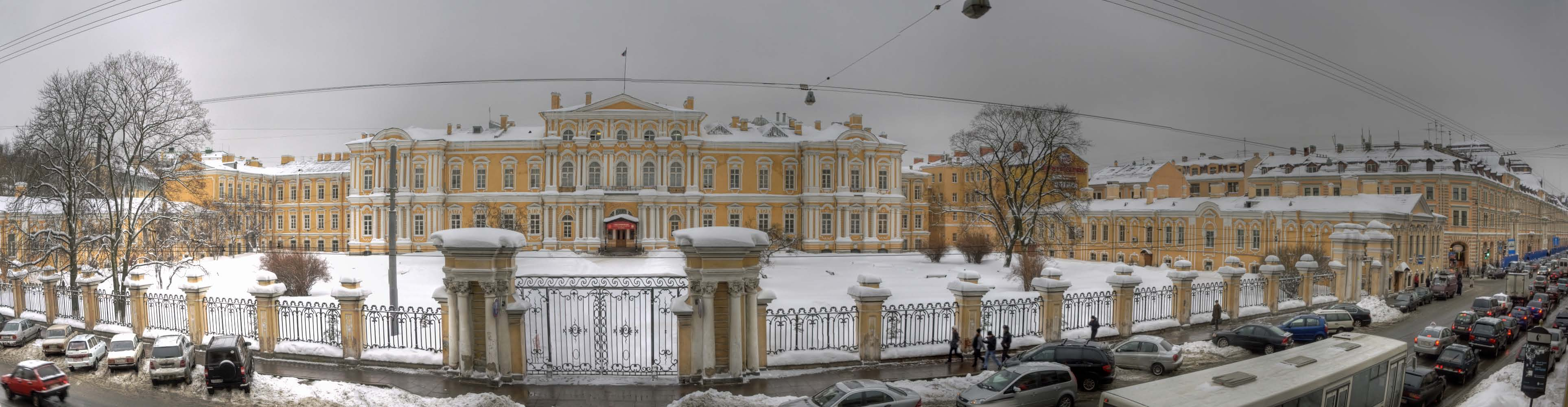

エカテリーナ宮殿

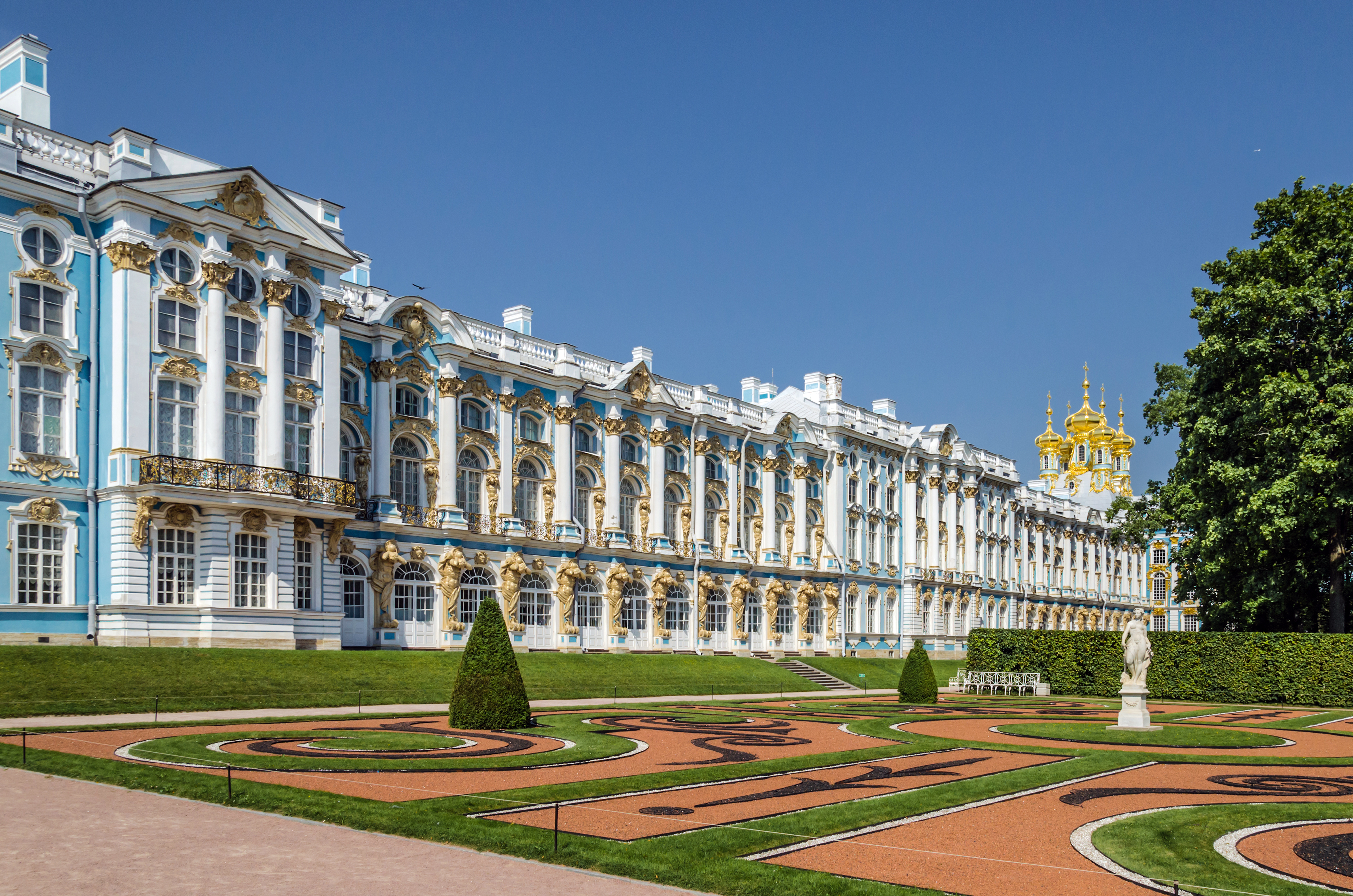
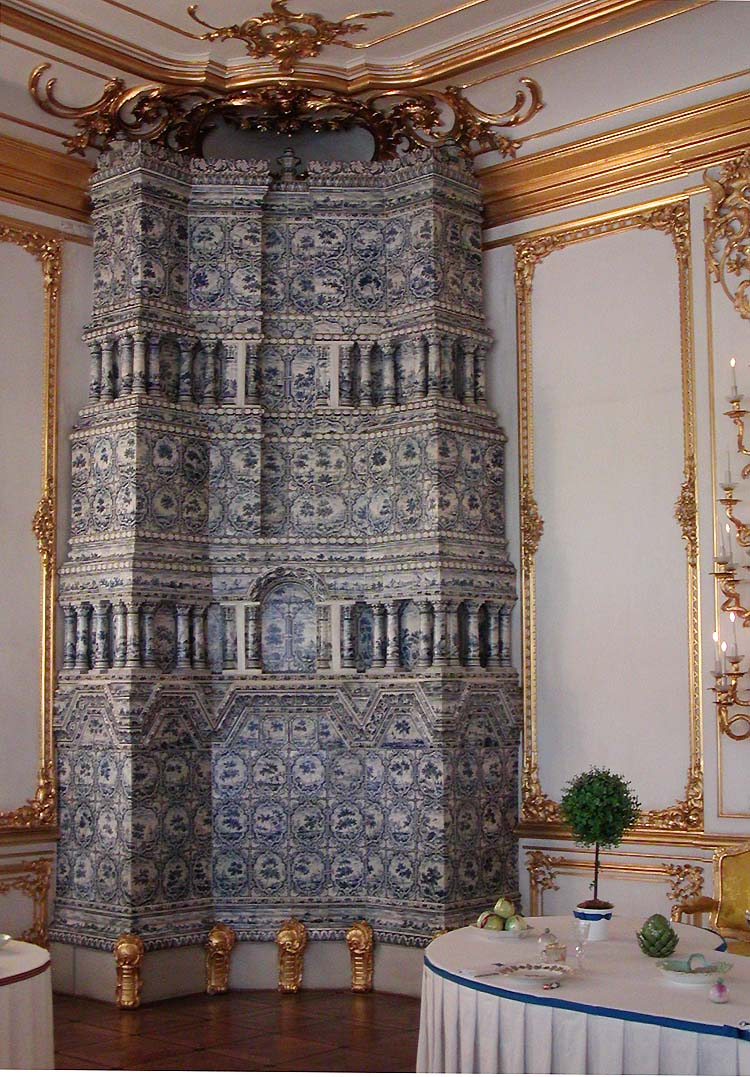
暖房

冬宮殿
ウクライナ迎賓館

ヴォロンツォフ宮殿